# Ducat de Lotaríngia

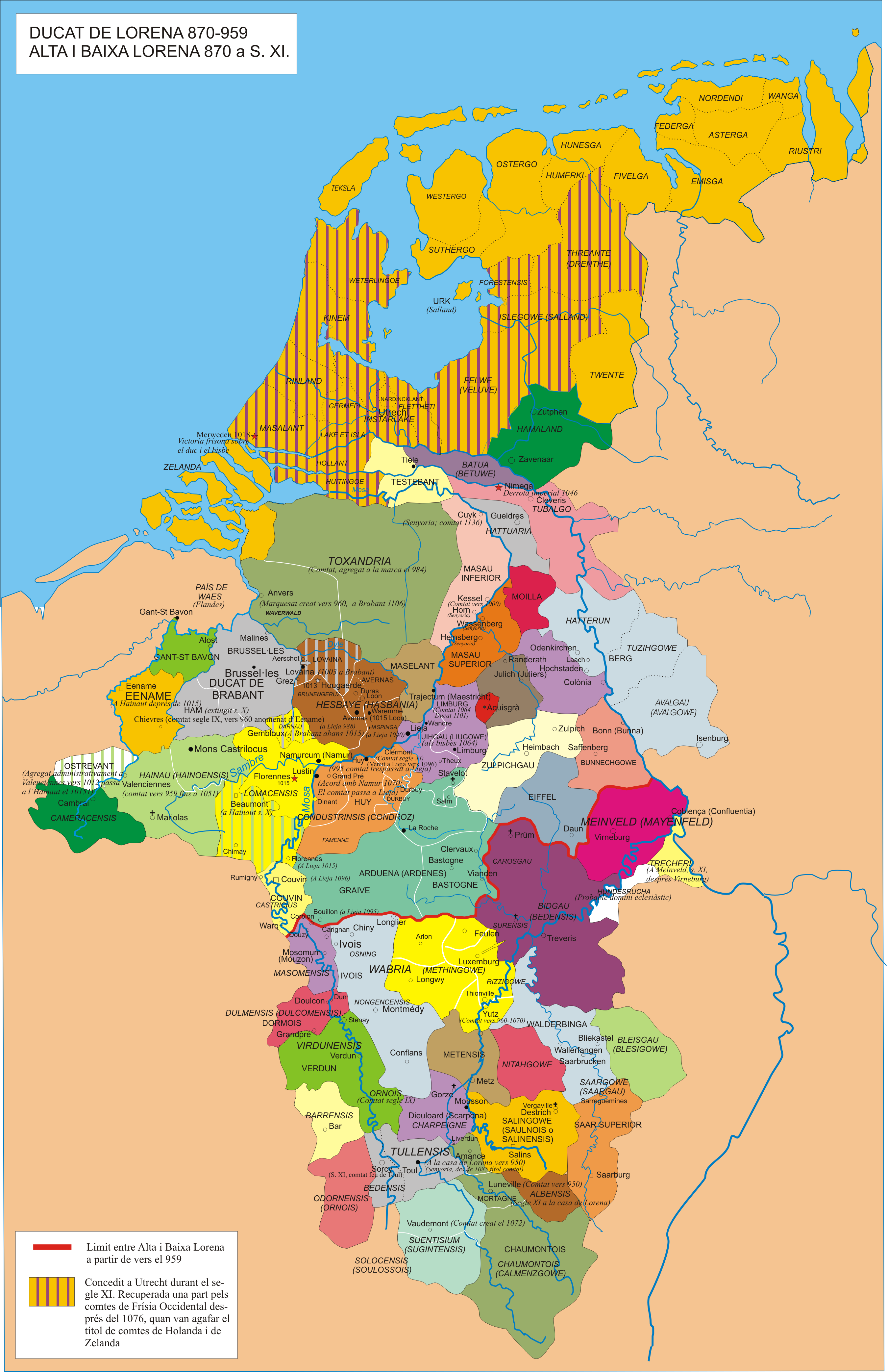
Ducat de Lorena o Lotaríngia 870-959 i ducats de Alta i Baixa Lorena del 959 al segle XI

El ducat de Lotaríngia es va formar a partir del 903 amb l'antic regne de Lotaríngia, quan després de la mort de Zuentibold, els feudataris locals van mirar cap al rei de l'altra banda del Rin, Lluís IV d'Alemanya (Lluís l'Infant), que acabava de succeir al seu pare Arnulf de Caríntia; la seva joventut, al mateix temps que el seu allunyament, oferia a la seva insubordinació les garanties que l'autoritat d'un sobirà sempre present i gelós dels seus drets no els proveïa
Zuentibold havia creat per al seu regne una cancelleria especial de la qual el cap era l'arquebisbe Radbod de Trèveris. Lluís l'Infant va mantenir aquesta organització: era una satisfacció donada a l'autonomia lotaríngia. D'altra banda, Renyer d'Hainaut va recobrar el favor reial que havia perdut amb Zuentibold

## Fundació del ducat
El 903, Lluís IV l'Infant conferia a un dels seus fidels, el comte Gebhard de Francònia, el títol de duc de Lotaríngia. Els consellers de Lluís l'Infant van creure sens dubte que fent desaparèixer el regne de Lotaríngia, havien de sotmetre aquest territori a un règim anàleg al de la resta de la Germània; les grans tribus germàniques s'havien reconstituït sota la direcció de caps nacionals que acceptaven la subordinació a la corona; semblava lògic assimilar la Lotaríngia a Saxònia, a Francònia, a Suàbia, o a Baviera, encara que no presentés la mateixa unitat ètnica.
Gebhard pertanyia a la família dels Conradians de Francònia, del qual era procedent probablement Oda, mare de Lluís; amb el seu germà Conrad va ser ricament dotat dins el país, però ni un ni l'altre no semblen haver-hi residit de manera duradora. No obstant això, van ajudar a Lluís l'Infant a trencar l'arrogància dels Matfrid. Es van implantar al país i reapareixien més tard en el Meinvelt, en l'Arlonais i en la majoria dels comtats ripuaris. Gebhard va ser ferit en el transcurs d'una batalla contra els magiara prop d'Augsburg i va morir el juny 910, potser el dia 22.

## Carles el Simple (911-925)
Després de la desaparició del darrer carolingi d'Alemanya, Carles el Simple aconseguí entrar en possessió de la Lotaríngia (911); tot el convidava a afavorir Renyer d'Hainaut que podia aprofitar el canvi de règim per augmentar la seva potència. Carles tanmateix no va anar fins a conferir-li el títol ducal; apareix com marquès, i de manera versemblant aquesta funció li donava autoritat sobre un grup de pagi compresos entre l'Escalda, el Rin i el Mosel·la; però no és assenyalat enlloc a l'alta Lorena (o alta Lotaríngia). Va morir el 915
Wigéric de Bidgau, comte palatí de Lotaríngia, va acollir igualment favorablement a Carles el Simple. Després de la mort de Renyer (915), l'hegemonia territorial sembla passar completament al comte palatí Wigeric (mort entre 919 i 922).
Giselbert, fill de Renyer, no deixa de lluitar contra Carles el Simple; expulsat el 919, es va fer proclamar pels lotaringis descontents com el seu princeps
Aquest període va veure la introducció a Lotaríngia d'alguns homes nous, tals com Erbaut en el Castricius, la Charpeigne i el Saulnois, Berenguer que, a més a més del Comtat de Lomme, degut a la seva unió matrimonial amb una filla de Renyer I d'Hainaut, va rebre momentàniament el Meinvelt El 923, Carles el Simple fou desfet a la batalla de Soissons (923). Raül I de França el va succeir i aconseguí parcialment a ser reconegut pels lotaringis.

## Retorn a Germània sota la casa de Saxònia (925-953)
Quan el 925 Enric l'Ocellaire va entrar en possessió de tota la Lotaríngia, va començar per enviar-hi un cert Eberard (potser el duc de Francònia però també podria ser un comte de l'Hamalant o del Salland) per restablir-ne la pau i fer-hi justícia
Sota la dinastia Otoniana o de Saxònia, la regió del Mosa, a la rodalia de Givet, de Mézières, de Mouzon i d'Yvois, serà envaïda més d'una vegada per vassalls francesos i va romandre litigiosa fins cap a la fi del segle X
Enric I va considerar que valia més intentar assegurar-se l'aliança de manera duradora de Giselbert, ja que aquest personificava, com ho havia fet el seu pare, l'oposició lotaríngia; li va donar doncs en matrimoni la seva filla Gerberga; la unió va ser celebrada el 929. És probablement cap a aquesta època que Giselbert rep les funcions ducals (potser des de 928). La intenció del rei era de recolzar-se en els grans senyors indígenes, especialment en els Renyer
La fidelitat de Giselbert no va ser de llarga duració. Es va associar a les revoltes d'Enric, germà d'Otó I del Sacre Imperi Romano-Germànic i del germà de Conrad, Eberhard de Francònia, descontent que la casa de Saxònia l'hagués suplantat. A la batalla d'Andernach, el 939, Eberhard va morir i Giselbert es va ofegar al Rin. No deixava més que un jove fill, Enric, que no va trigar a morir
Otó I va confiar llavors el govern de la Lotaríngia al seu germà Enric, que se li havia sotmès, però que no es va poder mantenir. Va tenir per successor Otó, fill del comte Ricuí de Verdun, que sembla haver exercit una autoritat molt forta a la regió del Mosel·la i de l'alt Mosa. Otó va conservar la dignitat ducal fins al 944.
A la seva mort, va ser de nou un franconià, Conrad el Vermell, fill de Werinharius, qui va ser col·locat al capdavant de la Lotaríngia. Però aquesta experiència no va ser més feliç que la majoria de les precedents; els descendents de Renyer I provocaven sempre moviments sediciosos, i Conrad ell mateix, encara que hagués rebut per a esposa (el 947 o 948) a Liutgarde, filla del rei, no va poder resistir a la temptació de maquinar una conjura amb el seu cunyat Liudolf contra Otó (953). Otó va ser deposat. Els lotaringis, en aquesta ocasió, no havien sostingut el rebel, que per a ells era un estranger; fins i tot Renyer III, el nebot de Giselbert, havia pres partit contra ell. Però eren sobretot els bisbes Adalberó I de Metz, fill de Wigeric, i Balderic d'Utrecht els que s'havia situat al capdavant dels subdits fidels; les dues descendències senyorials a les quals pertanyien aquests prelats jugaran d'ara endavant un paper important en la història d'aquestes regions

### Brunó de Colònia i l'escissió del ducat (953-959)
Des d'aquesta època, la confiança dels reis saxons es va depositar en preferència en els caps de l'església, i en aquestes circumstàncies Otó I del Sacre Imperi Romano-Germànic va resoldre d'unir a les mateixes mans la dignitat d'arquebisbe de Colònia i la de duc de Lotaríngia. Va ser el seu jove germà Brunó qui va rebre, el 953, aquesta doble missió; hi va complir amb tant tacte com vigor; va apaivagar el país, va trencar despietadament les resistències i va saber reunir al voltant del tron servidors devots Va dominar sobretot els Renyers i els va confiscar les seves terres.
Aquests esdeveniments van provocar reformes importants. Des del mes de juny de 958, Otó I havia anat a Colònia; hi havia conferenciat amb Brunó i els grans del país que havien restat fidels. Es van emetre disposicions per apaivagar el país
Alguns senyors que veien amb disgust el rigor desplegat per Brunó van intentar alçar-se. Immon, antic vassall de Giselbert, va estar entre ells. Protestaven contra les exigències el duc, que pretenia desmantel·lar fortaleses novament edificades i imposar als grans càrregues inusitades
És aquest incident el que va empènyer Brunó a delegar el 959 una part de la seva autoritat a Frederic, fill del comte Wigéric, a l'alta Lotaríngia i a Jofre a la baixa Lataríngia. Brunó els confereix el títol de duc i estableix doncs així dos ducats diferents, el ducat de l'Alta Lotaríngia i el de ducat de Baixa Lotaríngia (també anomenats ducat d'Alta Lorena i ducat de Baixa Lorena).

### Les grans descendències lotaríngies alseglex
És a l'època de Brunó que creix la fortuna dels descendents de Wigéric, comte del pagus bedensis: al Bidgau, que sembla haver estat la primitiva herència del fundador d'aquesta casa, va ajuntar les Ardennes meridionals, la major part del Woëvre (Methingau, Ivois, Verdun), el Barrois, el Chaumontois, sense comptar la direcció momentània del Brabant occidental i de l'Hainaut pròpiament dit. Finalment, obtindran la dignitat ducal a les dues parts, en endavant diferents, de la Lotaríngia
A la regió septentrional del baix Mosa una altra nissaga es va enganxar igualment amb lleialtat a la fortuna dels emperadors: els BaldEric-Ansfrid, que dominaren a Toxàndria, al Masau, a Betuwe i a Utrecht, i aportaren a la corona els prelats, els guerrers, i els administradors.
Per contra, Renyer III i el seu germà Rodolf, que perpetuaven a la Lotaríngia mitjana, l'Hainaut i l'Hesbaye, les tradicions turbulents dels seus pares, es veieren exiliats i colpits de confiscació (958) En les seves possessions d'Hainaut, de Brabant i de l'Hesbaye, el rei va instal·lar comtes de devoció més segura, sobretot els descendents de Wigeric
La regió de Frísia, amb els Thierry, procedent de la descendència del rei Radbod, era de fidelitat més incerta, i aquí l'energia dels vells llops de mar reservarà als exèrcits reials més d'una derrota.
Entre la regió de les Ardenes i el Mosel·la, una dinastia fecunda creixia a poc a poc; des de la fi del segle x, Sigifred (probablement un fill de Wigeric, i els seus fills, instal·lats en principi al Saargau i al Rizzigau, i després des d'allí, guanyant terreny començant de manera successiva per les comarques veïnes de les Ardenes, del Methingau i del Bidgau, constituiran un principat nou, el vast Luxemburg. La unió de Cunegunda amb Enric II dona a les seves ambicions noves esperances; en oposició oberta amb els altres descendents de Wigéric, ducs d'Alta Lotaríngia, intentaran implantar-se a Trèveris i a Metz, i les seves aliances repetides amb la casa dels comtes alsacians del Nordgau ajudarà a l'expansió d'aquestos últims i contribuirà a assegurar en la segona meitat del segle xi la seva accessió a l'autoritat ducal.
Però, des del començament de la dinastia saxona, els reis busquen en els bisbes el suport que els nega massa sovint la gelosia inquieta dels seus vassalls laics. La potència temporal dels prelats de Cambrai, de Lieja, d'Utrecht, de Colònia, de Trèveris, de Metz, de Toul, de Verdun va modificar radicalment la constitució territorial de la Lotaríngia. Aquestos principats eclesiàstics no tenien ja res en comú amb l'antiga geografia política del regne franc.

## Llista de ducs
- 903 - 910: Gebhard, comte de Wetterau i de Rheingau († 22 de juny del 910)[26]
- 911-925: Títol ducal vacant

El poder militar (sente títol) a Lotaríngia fou exercit per:
- - 911 - 915: Renyer I d'Hainaut († 915) comte d'Hainaut i comte (o marquès) del Maasgau
  - 915/916 - 921/922 : Wigeric de Bidgau, comte palatí († avant 921/922)
- 925 o 926-928 : Eberard ¿de Francònia?
- 928/929 - 938/939 : Gislebert († 939), fill de Renyer I del Coll Llarg

casat vers 928 a Gerberga, filla d'Enric I el Falconer
- 939 - 940: Enric I de Baviera (vers 920 † 956), fill d'Enric el Falconer i germà d'Otó I del Sacre Imperi Romano-Germànic.
- 942 - 944: Otó de Lotaríngia, comte de Verdun
- 945 - 953: Conrad el Roig, fill de Werinharius i membre de la família comtal de Francònia (†955), casat amb Luitgarda, filla d'Otó I.
- 953 - 965: Bruno de Colònia, germà d'Otó I i arquebisbe de Colònia (†965). El 959 va dividir la Lotaríngia en dos subducats (Baixa Lotaríngia (després Baixa Lorena) i Alta Lotaríngia (després Alta Lorena)